# Ingela Forsman
Ingela Birgitta "Pling" Forsman, född 26 augusti 1950 i Essinge församling, Stockholm, är en svensk musiker. Hon har tidigare varit verksam som sångerska, musikproducent och sångarrangör, men är numera mest känd som sångtextförfattare inom populärmusiken. 

## Biografi
Forsman debuterade som fyraåring i Sven Jerrings radioprogram "Barnens brevlåda". Hon var i tonåren medlem i tjejtrion Bambis, med vilken hon 1968 spelade in singeln Kärlek är det enda jag kan ge/Du och jag (Sonet Records). Gruppen turnerade i folkparkerna och spelade även i Öst- och Västtyskland. Hon försökte därefter inleda en solokarriär, vilket 1972 resulterade i tre singlar i eget namn, utgivna på skivbolaget Decca. Under 1970-talet var hon främst verksam som producent och arrangör, bland annat åt den då framgångsrika visgruppen Small Town Singers.
I mitten av 1970-talet hade Forsman även börjat skriva sångtexter. Den första var texten var till Lasse Holms låt Minns dej som du var, vilken bland annat blev en framgång framförd av Mats Rådberg. Mellan 1981 och 2021 har 40 av hennes texter tävlat i den svenska Melodifestivalen, varav tre (Bra vibrationer (1985), Se på mig (1995) och Kärleken är (1998)) har vunnit. Hon har även skrivit texten till en psalm, Blomningstid (nr 943 i "Psalmer i 2000-talet"), samt två barnböcker. 
Bland dem som hon samarbetat med melodifestivalsbidragen kan nämnas Lasse Holm, Bobby Ljunggren, Nanne Grönvall, Michael Saxell och Agnetha Fältskog. 
Forsman har även skrivit svenskspråkiga sångtexter till flera av Disneys filmer från senare år. Sedan premiären av Sjuan är hon en av två hallåröster i kanalen, hon arbetade en tid på 1990-talet som hallåa på TV4.

## Melodifestivalbidrag
| År   | Låtnamn                      | Kommentar                   |
| ---- | ---------------------------- | --------------------------- |
| 1981 | "Men natten är vår"          | 5:e plats                   |
| 1983 | "Bara en enda gång"          | 5:e plats                   |
| 1984 | "Kall som is"                | 4:e plats                   |
| 1984 | "Tjuvarnas natt"             | delad 6:e plats             |
| 1985 | "Bra vibrationer"            | 1:a plats                   |
| 1985 | "1 + 1 = 2"                  | oplacerad                   |
| 1985 | "Jag vet hur det känns"      | 5:e plats                   |
| 1986 | "ABCD"                       | oplacerad                   |
| 1987 | "När morgonstjärnan brinner" | 3:e plats                   |
| 1987 | "Det finns en morgondag"     | oplacerad                   |
| 1988 | "Nästa weekend"              | oplacerad                   |
| 1988 | "Om igen"                    | 2:a plats                   |
| 1989 | "Du (öppnar min värld)"      | 4:e plats                   |
| 1989 | "Nattens drottning"          | delad 5:e plats             |
| 1990 | "Varje natt"                 | 3:e plats                   |
| 1990 | "Handen på hjärtat"          | 4:e plats                   |
| 1991 | "Ett liv med dej"            | 2:a plats                   |
| 1993 | "Närmare dig"                | oplacerad                   |
| 1994 | "Det vackraste jag vet"      | 2:a plats                   |
| 1995 | "Se på mig"                  | 1:a plats                   |
| 1998 | "Kärleken är"                | 1:a plats                   |
| 2000 | "När jag tänker på i morgon" | delad 2:a plats             |
| 2001 | "Ingenmansland"              | 4:e plats                   |
| 2004 | "Min kärlek"                 | 2:a plats                   |
| 2004 | "Efharisto"                  | 6:e plats i "andra chansen" |
| 2005 | "Håll om mig"                | 2:a plats                   |
| 2006 | "Etymon"                     | Utslagen i semifinal        |
| 2006 | "En droppe regn"             | slogs ut i "andra chansen"  |
| 2006 | "Jag ljuger så bra"          | 7:e plats                   |
| 2007 | "Jag måste kyssa dig"        | slogs ut i "andra chansen"  |
| 2008 | "I Love Europe"              | 9:e plats                   |
| 2008 | "Den första svalan"          | Utslagen i semifinal        |
| 2008 | "Jag saknar dig ibland"      | Utslagen i semifinal        |
| 2009 | "Med hjärtat fyllt av ljus"  | Utslagen i semifinal        |
| 2009 | "Jag tror på oss"            | slogs ut i "andra chansen"  |
| 2009 | "Så vill stjärnorna"         | 11:e plats                  |
| 2009 | "Du är älskad där du går"    | Utslagen i semifinal        |
| 2013 | "Make Me No 1"               | Utslagen i semifinal        |
| 2014 | "Casanova"                   | Utslagen i semifinal        |
| 2021 | "Den du är"                  | Utslagen i semifinal        |